# Nick Principe
Nick Principe est un acteur et cascadeur américain né le 30 décembre 1978 à Providence.

## Biographie
Il a été le chanteur du groupe de musique CTK (Closer Than Kin) à Boston, jusqu'à leur dissolution. Après quoi il a déménagé à Los Angeles pour poursuivre une carrière d'acteur et de cascadeur.

## Filmographie

### Acteur

#### Cinéma
- 2006 : Honor : Pit Fighter #4 (non crédité)
- 2006 : The Thirst : Club Inferno Bouncer
- 2007 : Big Stan : Tattoo Artist (non crédité)
- 2009 : Laid to Rest : Chromeskull
- 2010 : Butcher II : Hunter #2 (non crédité)
- 2011 : All Superheroes Must Die : Sledgesaw
- 2011 : Madison County : Damien
- 2011 : ChromeSkull: Laid to Rest 2 : ChromeSkull
- 2011 : The FP : BLT
- 2012 : The Summer of Massacre : Lori
- 2013 : Army of the Damned : Donald
- 2013 : Intrusive Behavior : Tim
- 2013 : Self Storage : Freddie
- 2014 : American Muscle : John Falcon
- 2014 : Catch of the Day : Russell
- 2014 : Collar : Massive
- 2014 : Disciples : Friedrich - Astaroth
- 2014 : Seed 2 : Max Seed
- 2014 : The Opposite Sex : Gay Man #2
- 2015 : Almost Mercy : Orderly
- 2015 : Nobody Can Cool : Len
- 2015 : Tales of Halloween : Killer (segment "Friday the 31st")
- 2016 : All Superheroes Must Die 2: The Last Superhero : The Master
- 2016 : American Nightmare 3: Élections : NFFA agent (non crédité)
- 2016 : Arlo: The Burping Pig : Tom The Drummer
- 2016 : Restoration : Johnathan
- 2016 : Sinister Squad : La Mort
- 2016 : The Last Heist : Biggs
- 2017 : Altitude : Mechanic #1
- 2017 : Beats of Rage
- 2017 : Bloodsucka Jones vs. The Creeping Death
- 2017 : Finding Mother : Bartis
- 2017 : The Abduction of Jennifer Grayson : Bar Girl's Boyfriend
- 2017 : The Black Room : Demon
- 2018 : Sky Sharks : Hans Leiber
- 2018 : The 27 Club
- 2018 : Virus of the Dead
- Date inconnue : The Devil's Tree

#### Courts-métrages
- 2011 : Stitched
- 2014 : Cut
- 2014 : The Horrors of AutoCorrect
- 2014 : The Man in the Corner of My Eye
- 2015 : Bad Things
- 2015 : Slayer: Repentless
- 2016 : Queen Wasp
- 2016 : To Die to Sleep Perchance to Dream

#### Télévision
Séries télévisées
- 2012 : Femme Fatales : Killer

Téléfilms
- 2006 : Death Row : Sparky (non crédité)
- 2007 : La Malédiction des sables : Anubis Creature
- 2012 : Emmanuelle Through Time: Emmanuelle's Skin City : Guard 1
- 2015 : Lavalantula
- 2016 : The Other Wife : Ed Warwick

### Producteur

#### Cinéma
- 2016 : Grindsploitation
- 2017 : The Abduction of Jennifer Grayson

#### Courts-métrages
- 2014 : Cut
- 2014 : Penance
- 2014 : Shadowplay

### Réalisateur

#### Cinéma
- 2016 : Grindsploitation
- 2018 : Virus of the Dead

#### Courts-métrages
- 2014 : Penance
- 2014 : Shadowplay

### Scénariste

#### Cinéma
- 2018 : Virus of the Dead

#### Courts-métrages
- 2014 : Penance
- 2014 : Shadowplay

### Cascadeur

#### Cinéma
- 2007 : Manhattan Samouraï
- 2008 : Killer Pad
- 2011 : Madison County
- 2013 : Army of the Damned
- 2014 : American Muscle
- 2014 : Seed 2
- 2015 : Almost Mercy
- 2016 : American Nightmare 3: Élections
- 2016 : Arlo: The Burping Pig
- 2016 : Some Freaks
- 2017 : Restraint

#### Courts-métrages
- 2014 : Cut
- 2015 : Slayer: Repentless

#### Télévision
Téléfilms
- 2006 : Dead & Deader